# Amtsgericht Peiskretscham
Das Amtsgericht Peiskretscham war ein preußisches Amtsgericht mit Sitz in Peiskretscham.

## Geschichte
In Peiskretscham bestand von 1849 bis 1879 die Gerichtskommission Peiskretscham des Kreisgerichts Gleiwitz. Das königlich preußische Amtsgericht Peiskretscham wurde mit Wirkung zum 1. Oktober  1879 als eines von sechs Amtsgerichten im Bezirk des Landgerichtes Gleiwitz im Bezirk des Oberlandesgerichtes Breslau gebildet. Der Sitz des Gerichtes war  Peiskretscham. Sein Gerichtsbezirk umfasste aus dem Kreis Tost-Gleiwitz den Stadtbezirk Peiskretscham und der Amtsbezirk Lubie und Teile der Amtsbezirke Bynnek, Kamienietz, Schieroth und Sersno. Am Gericht bestand 1880 eine Richterstelle. Das Amtsgericht war damit ein kleines Amtsgericht im Landgerichtsbezirk. Zum 1. April 1941 wurde der Landgerichtsbezirk Neisse mit seinen Amtsgerichten dem neugeschaffenen Oberlandesgericht Kattowitz zugeschlagen.
Im Jahre 1945 wurde der Amtsgerichtsbezirk unter polnische Verwaltung gestellt, und die deutschen Einwohner wurden vertrieben. Damit endete auch die Geschichte des Amtsgerichtes Peiskretscham.

## Richter
- Karl Hoffmann